# Monte (Castel San Pietro)
Monte è una frazione di 92 abitanti del comune svizzero di Castel San Pietro, nel Canton Ticino (distretto di Mendrisio).

## Storia

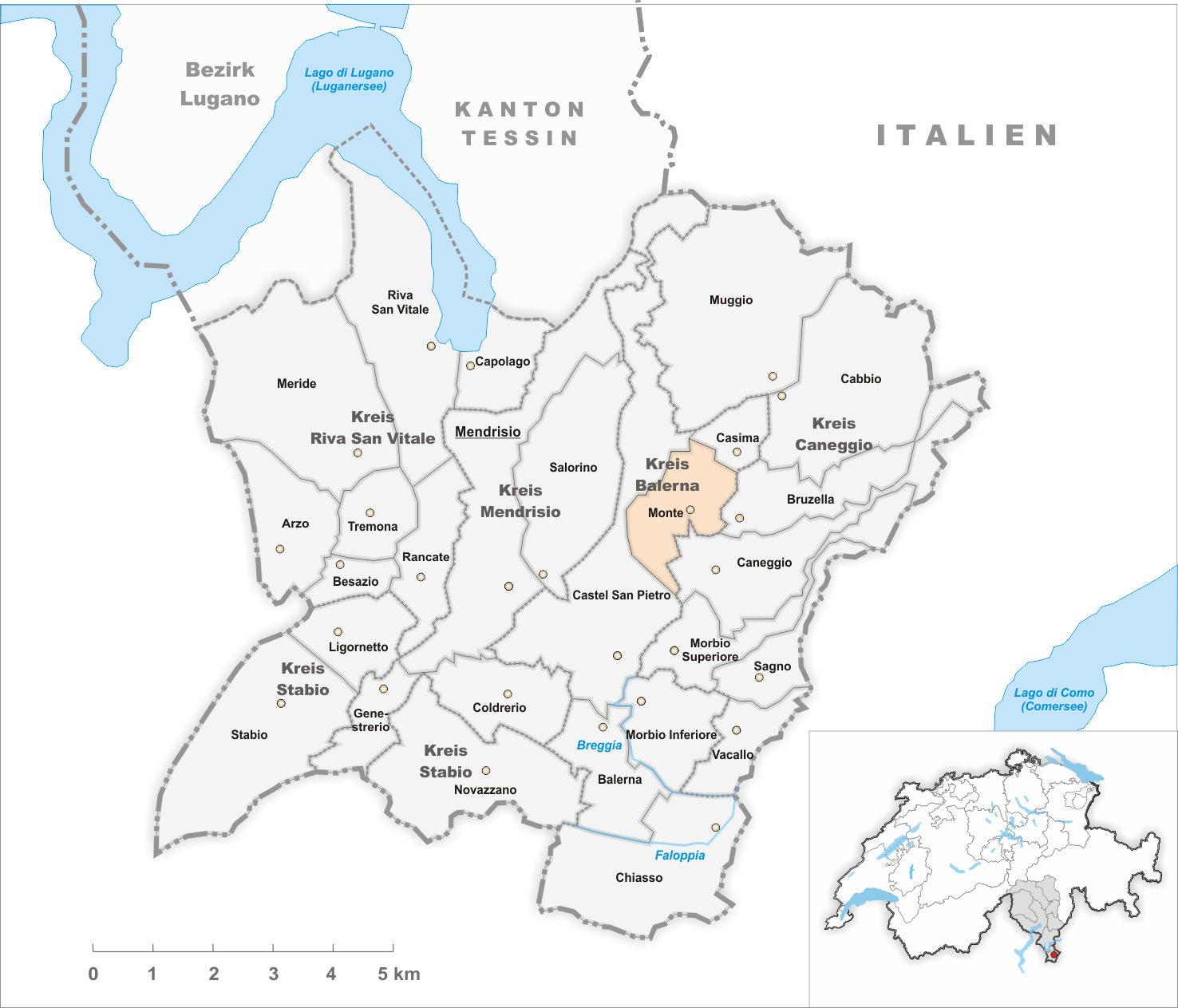
Il territorio del comune di Monte prima degli accorpamenti comunali del 2004

Già comune autonomo che si estendeva per 2,43 km², il 4 aprile 2004 è stato accorpato al comune di Castel San Pietro assieme all'altro comune soppresso di Casima e alla località di Campora.

## Monumenti e luoghi d'interesse
- Chiesa parrocchiale di Sant'Antonio Abate, attestata dal 1582[1];
- Oratorio di San Filippo Benizzi[1].

## Società

### Evoluzione demografica
L'evoluzione demografica è riportata nella seguente tabella:
Abitanti censiti

## Amministrazione
Ogni famiglia originaria del luogo fa parte del cosiddetto comune patriziale e ha la responsabilità della manutenzione di ogni bene ricadente all'interno dei confini della frazione.